# Jelling
Jelling é um município da Dinamarca, localizado na região sudeste, no condado de Vejle. O município tem uma área de 89,38 km² e uma  população de 5 697 habitantes, segundo o censo de 2005.

## História
Jelling é uma antiga e importante cidade histórica dinamarquesa. Na Era Viquingue serviu como sede real dos primeiros monarcas do Reino da Dinamarca. Em Jelling estão localizados um grande navio de pedra (Jellinge skibssætning), dois grandes montes funerários (Jellinghøjene), as Pedras de Jelling (Jellingstenene) e a Igreja de Jelling (Jelling Kirke), tombados como Patrimônio Mundial da UNESCO desde 1994, com o nome de Monumentos de Jelling (Jellingmonumenterne). Por estes marcos históricos, a cidade é considerada a proprietária cultural da "certidão de nascimento" da nação Dinamarca.
 

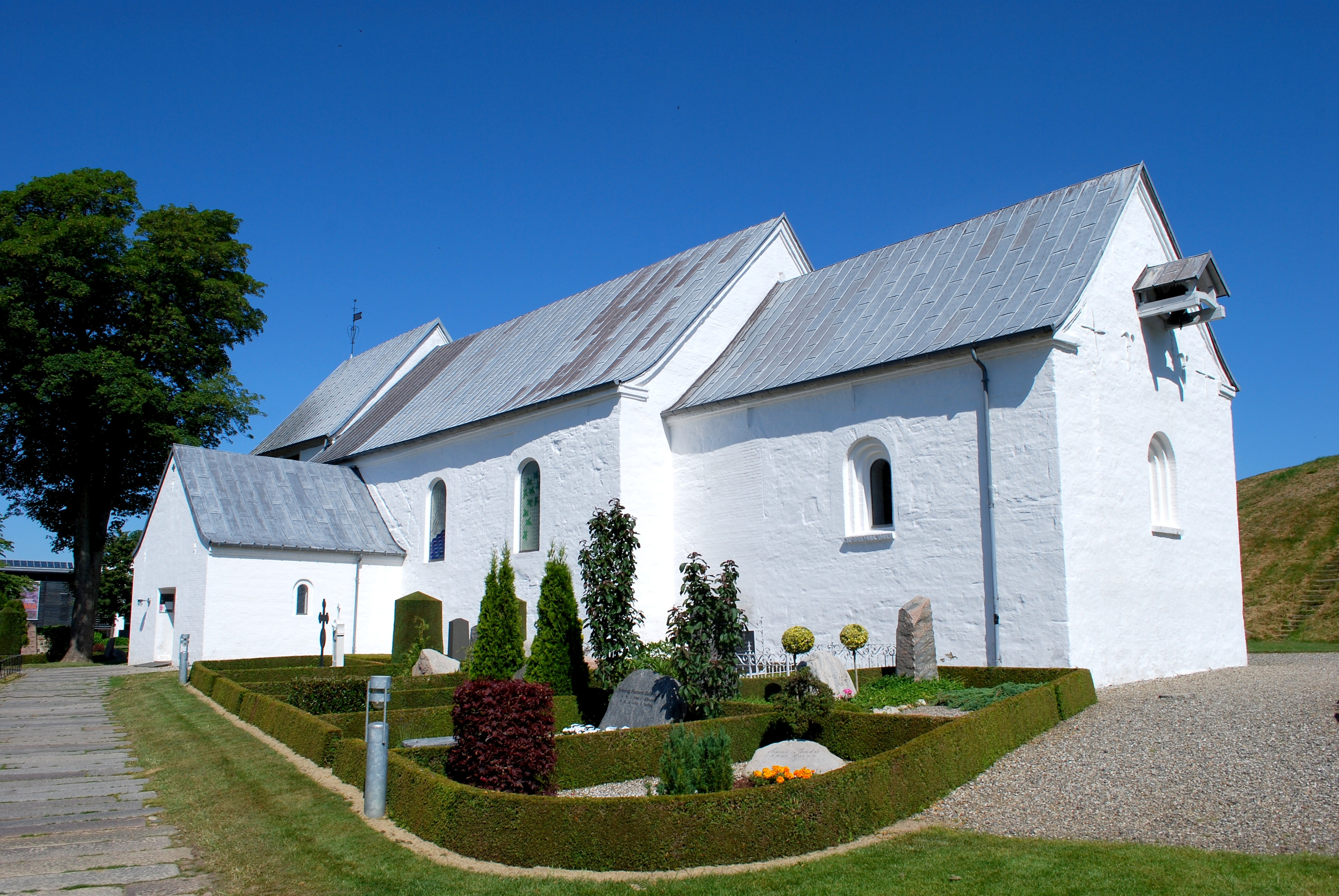
A Igreja de Jelling
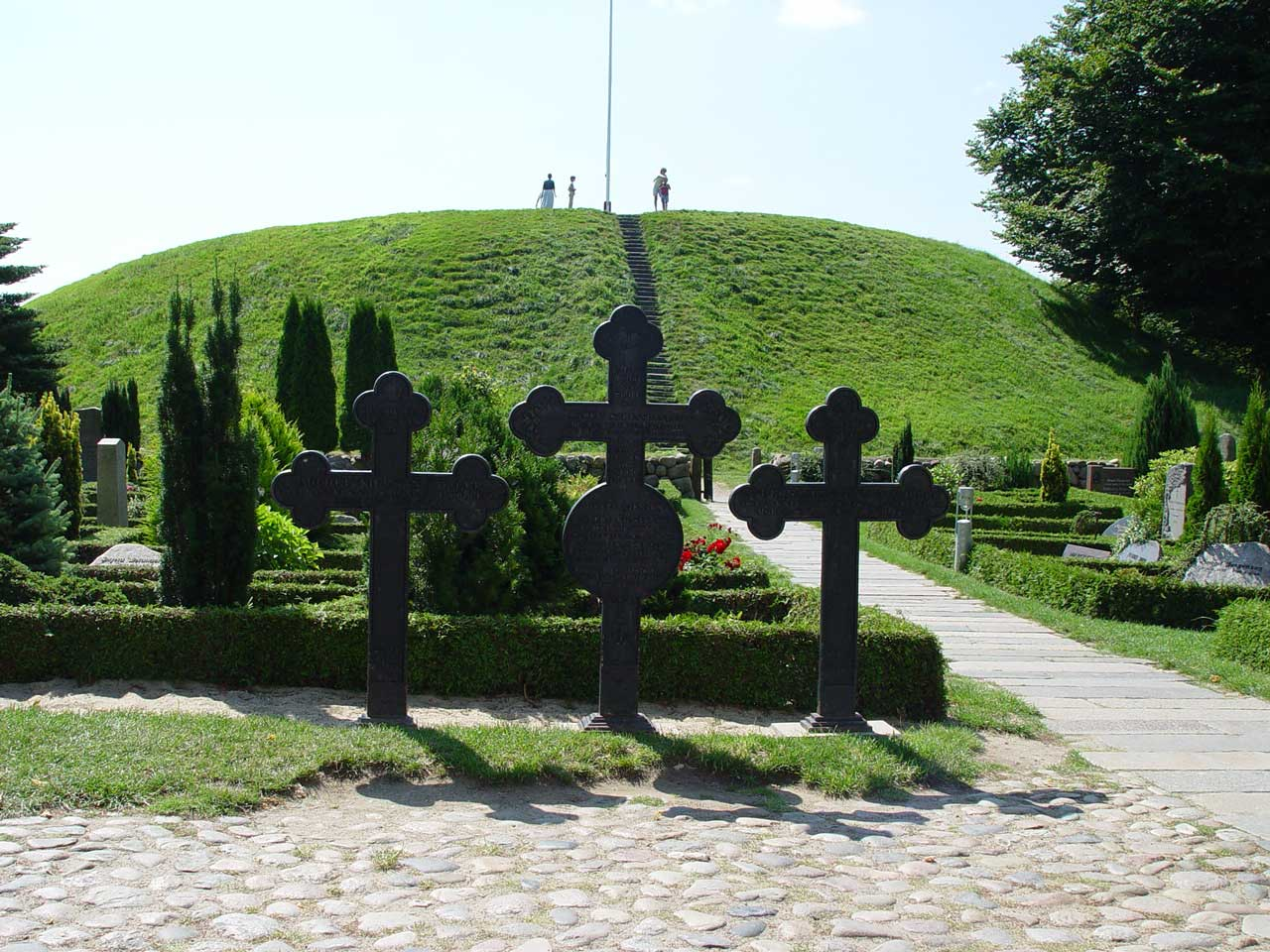
O monte funerário do sul
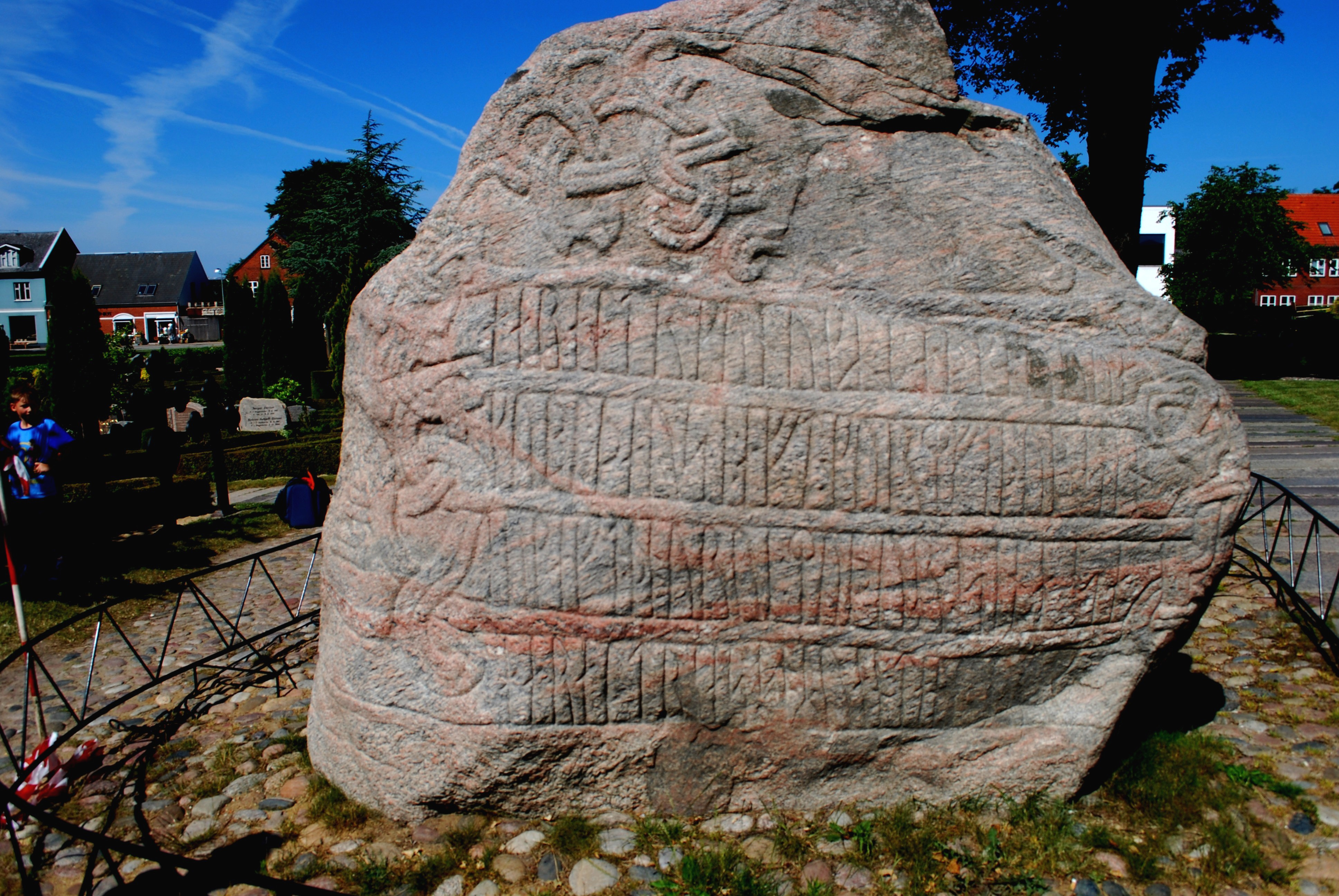
Uma pedra rúnica de Jelling